# Tratado

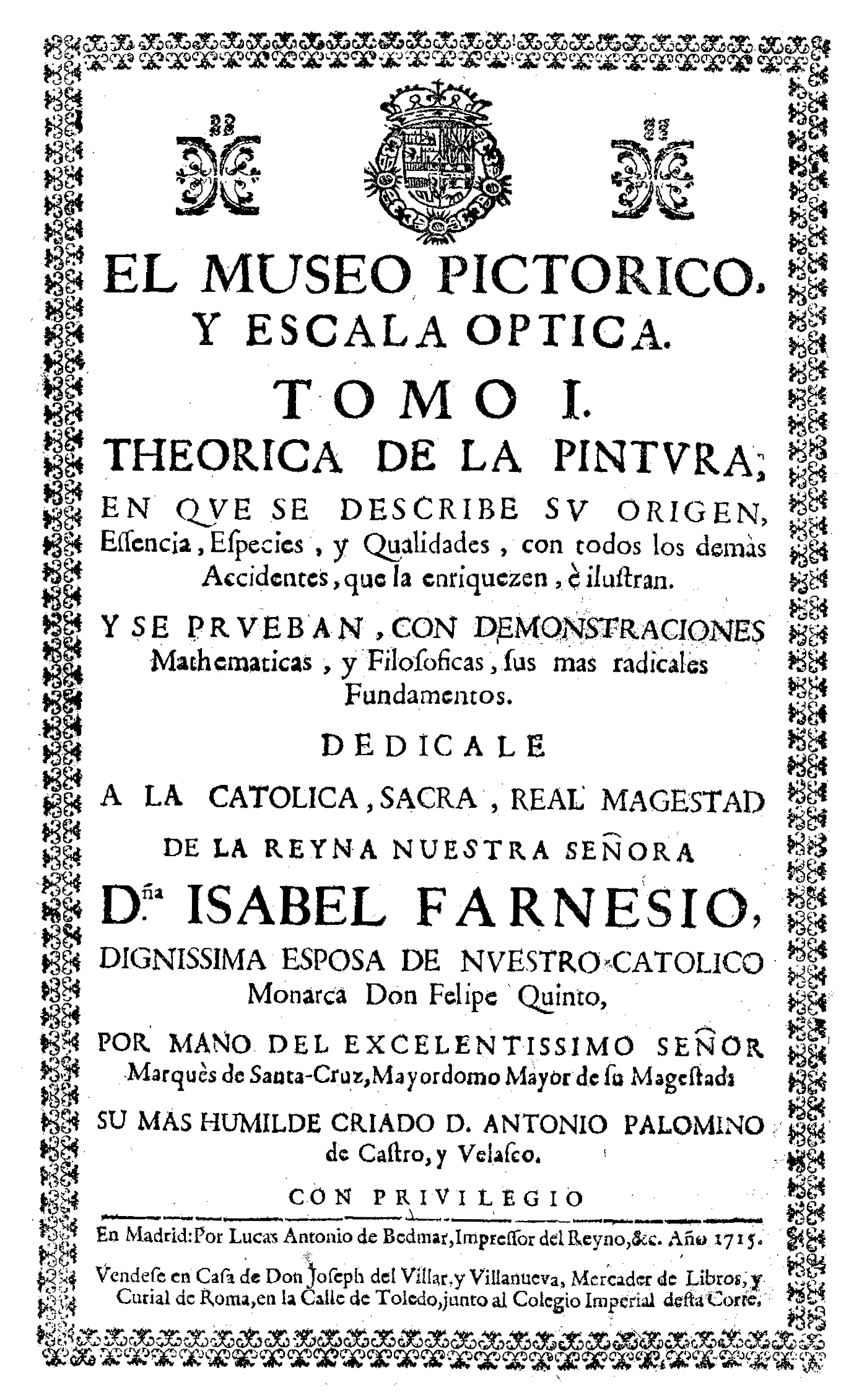
El museo pictórico y escala óptica (1715), del pintor español Antonio Palomino es un tratado sobre la historia de la pintura barroca española.

El tratado es un género literario perteneciente a la didáctica, que consiste en una exposición integral, objetiva y ordenada de conocimientos sobre una cuestión o tema concreto; para ello adopta una estructura en progresivas subdivisiones denominadas apartados. Adopta la modalidad discursiva del discurso expositivo, a persona y se dirige a un público especializado que desea profundizar en una materia, por ese motivo ha de estar elaborado con una lengua clara y accesible, fecunda en precisiones de todo tipo, definiciones, datos y fechas, que se aportan con frecuencia,  en el llamado aparato crítico. Su intención es informativa y exhaustiva: pretende agotar un tema, no explorarlo u opinar sobre él, que es lo que se propone el género opuesto, el ensayo.

## Subgéneros
Se individualizan como subgéneros del tratado una serie de formas literarias fundamentalmente según el grado de instrucción del público a quien está destinado (abanico que va desde la ciencia pura a lo más divulgativo); según su extensión (desde el diccionario enciclopédico o enciclopedia al opúsculo, pasando por la monografía) o según la forma como se ha extractado o recopilado la información o la intención, práctica o no, con que se vaya a utilizar.
Los subgéneros más habituales del tratado son la tesis, la monografía, la tesina, el opúsculo, el diccionario temático, la summa, la enciclopedia y el manual o libro de texto. Emparentados con el tratado están también el compendio, compilación o epítome, el resumen, los excerpta .

## Evolución histórica
La exposición ordenada de conocimientos fue un género típicamente griego, en el cual destacó en particular Aristóteles, quien compiló numerosas informaciones en tratados principalmente sobre zoología, ciencias naturales, lógica y filosofía; Aristóteles poseía además un aguzado sentido crítico que le hacía evaluar con tino la importancia de las fuentes y extraer de ellas aquello que era sustancial y aprovechable. Como desconfiaba profundamente del carácter palabrero y elitista de su maestro Platón, quien prefería los procedimientos mayéuticos del diálogo, prefirió además que esos conocimientos adoptaran una forma sistemática y ordenada en vez de la más dispersa del diálogo habitual en su maestro; es más, permitió que dichos conocimientos fueran divulgados en forma de copias de los cursos que impartía en la Academia y, con ello, facilitó generosamente el progreso posterior de la ciencia europea.
Ya en la Edad Media, Santo Tomás de Aquino imitó los ordenados y meticulosos procedimientos del Estagirita, cuya obra contribuyó a divulgar y cristianizar en forma de tractatus. Elaboró así un gran compendio del saber teológico de su tiempo, que denominó Summa Teologica, así como otros opúsculos sobre materias concretas. Sin embargo, el argumento de autoridad o magister dixit prevalecía sobre otros argumentos de naturaleza más formal y veraz en la cosmovisión medieval, por lo que con frecuencia esas exposiciones ordenadas de conocimientos carecía de valor estrictamente científico: eran exposiciones cerradas y dogmáticas cuya disciplina no admitía contradicciones internas ni dejaban lugar a la duda. Los instrumentos del saber, que son la ignorancia y la duda, permanecían atados de pies y manos por la fe y la subordinación de la Filosofía a un saber considerado de superior jerarquía, el teológico; la metodología era la propia del catecismo y se basada casi siempre en el esquema pregunta establecida - respuesta indiscutida, en lo que tuvo una parte esencial la pedagogía escolástica.
Así pues, el tratado se originó en la Edad Media como simple compilación atomizada y acrítica de informaciones. El sentido crítico, sin embargo, aparecerá en el Renacimiento al multiplicarse el número de libros y abaratarse su valor material, de forma que la nube del conocimiento se expandió hasta hacer ver sus contradicciones internas. Otros géneros didácticos más abiertos se ponen de moda, como el diálogo, el ensayo o la epístola, y Aristóteles ocupa menos relevancia que Platón, que es el nuevo modelo para las idealizaciones del Humanismo. Tras la retrógrada reacción barroca del XVII, tuvo lugar la resurrección del género desde fines del siglo XVII, si bien ya tocado para siempre por la madurez de juicio del Escepticismo, por ejemplo en la obra de Pierre Bayle. En boga las corrienes racionalistas y empíricas, la subsecuente Ilustración y su hipercriticismo terminó por restablecer el género con sus características clásicas ya en el siglo XVIII, logrando obras destacadas y muy influyentes, como la Enciclopedia dirigida por Denis Diderot.   
- Datos: Q384515
- Multimedia: Treatises / Q384515